# منتدى البلاستيك
منتدى البلاستيك (Plasticity Forum) هو مشروع مقدم من مؤسسة أوشن ريكفري أليانس (Ocean Recovery Alliance) وريبابليك أوف إيفري وان (Republic of Everyone)، وقد بدأ كمناقشة حول مستقبل البلاستيك (اللدائن) وكيفية مساهمة التقنيات الجديدة والابتكار في تقليل التأثيرات البيئية.

## التأسيس
انطلق «منتدى البلاستيك» في قمة الأرض (ريو+20) لبدء مناقشة حول مستقبل البلاستيك وإلى أين يتجه القادة؛ من حيث الابتكار والتصميم الجديد والإمكانات، والتي ستساعد جميعها في خفض التلوث بالبلاستيك. وقد استضاف حدث «ريو '12 للبلاستيك» ما يزيد عن 130 من المندوبين الصناعيين ورؤساء الحكومات والتربويين والمبتكرين من أكثر من 15 دولة. وكان المؤتمر الحدث الأول الذي يكون فيه البلاستيك هو نقطة النقاش الوحيدة في واحد من أكبر الأحداث البيئية الدولية. ومن المقرر إقامة الحدث مرة أخرى في هونغ كونغ في عام 2013

### الشركاء
منتدى البلاستيك هو مشروع مشترك بين مؤسسة أوشن ريكفري أليانس و ريبابليك أوف إيفري وان و أبلايد بريليانس.

## الموضوعات المطروحة للنقاش
- التعامل مع البلاستيك كموارد وليست نفايات
- البلاستيك الحيوي وانبعاثات الكربون
- تدوير البلاستيك الحيوي
- كيفية تحسين تحمل المنتِج للمسؤولية لإدارة تدفق النفايات والولاء للعلامة التجارية
- كيف يمكن للمبتكرين العثور على ممولين[1][3][4]

## الحضور في حدث ريو '12
توافد الحضور على حدث ريو '12 للبلاستيك من المؤسسات والمنظمات غير الحكومية والقطاعات الحكومية مدفوعين جميعًا بفائدة شخصية ستعود عليهم من استخدام البلاستيك، بما في ذلك:
- المنسوجات
- تجار التجزئة
- جهات التصنيع
- الصناعات الخدمية
- صناعات التصميم والتعبئة
- جهات التدوير
- شركات تحويل النفايات إلى وقود
- منتجو البلاستيك الحيوي
- رؤساء البلديات
- واضعو السياسات
- المنظمات غير الحكومية
- أصحاب العلامات التجارية[1]

## تحدي الدوامة البلاستيكية
تم الإعلان عن تحدي الدوامة البلاستيكية (PVC) في حدث ريو '12 للبلاستيك بهدف زيادة الوعي بالضرر البيئي الناتج عن المنتجات البلاستيكية التي تُستخدم مرة واحدة فقط. وتحدي الدوامة البلاستيكية عبارة عن سباق بدل في عرض المحيط بين هاواي ولوس أنجلوس عبر مستنقع النفايات الكبير في المحيط الهادئ والمقرر إقامته في يونيو 2014.

## وصلات خارجية
- منتدى البلاستيك
- أوشن ريكفري أليانس